# Płociczno (powiat kościerski)
Płociczno (dodatkowa nazwa w j. kaszub. Płocëczno) – osada kaszubska w Polsce położona w województwie pomorskim, w powiecie kościerskim, w gminie Lipusz. 
Miejscowość położona około 2 km na południowy zachód od Lipusza, w pobliżu drogi powiatowej prowadzącej do Tuszków. 
Miejscowość należy do sołectwa Lipusz a także do aglomeracji wodnej Lipusz.
W latach 1975–1998 miejscowość administracyjnie należała do województwa gdańskiego.